# Selección femenina de fútbol de Camboya
La selección femenina de fútbol de Camboya es la selección representante de Camboya en las competencias internacionales de fútbol femenino. Es dirigida por la Federación de Fútbol de Camboya que a la vez está afiliada a la AFC y a la FIFA.

## Antecedentes y desarrollo
La asociación nacional fue fundada en 1933 y se afilió a la FIFA en 1954. La federación nacional es miembro de la ASEAN. No hay empleados de tiempo completo empleados por la federación para cuidar el fútbol femenino y la representación del fútbol femenino como interés de la federación no está garantizada por la federación. 
El programa AID27 de AFC proporciona a Camboya un máximo de US $ 24,000 al año entre 2008 y 2012 para apoyar el fútbol femenino en el país. El desarrollo de base del juego femenino apoyado por la FIFA también existe. El oficial de desarrollo de base de la FIFA, Sam Schweingruber, dijo sobre esto: "En Camboya, al principio era impensable que las niñas participaran en el programa de base. Logramos impulsarlo, y ahora se ve como algo perfectamente normal. para ayudar a aumentar la confianza de las jóvenes camboyanas y hacerlas sentir más importantes ".
El fútbol para mujeres ocupa el quinto y décimo deporte más popular en el país, aunque su popularidad está aumentando. El espacio para practicar deporte es un problema que enfrentan todos los deportes en el país. Entre 2000 y 2006, no había jugadoras de fútbol registradas en el país, y ninguno de los 65 clubes de fútbol en el país estaba abierto a mujeres. 
En 2007, solo había dos mujeres camboyanas, Gne Kom 'Sorth y Lee Heang, que tenían una insignia de entrenador de fútbol con licencia D aprobada por la FIFA. Ambos fueron reclutados a través del programa Spirit of Soccer de la FIFA y trabajaron para llevar el juego a áreas con minas terrestres. En 2008, se llevó a cabo el torneo de fútbol de educación sobre el riesgo de minas y participaron varios equipos de niñas menores de 14 años. El primer campeonato nacional femenino se celebró en 2010. Servicio de Radiodifusión de Camboya compró los derechos para transmitir la Copa Mundial Femenina 2011 en el país. En 2012, entre Battambang o Phnom Penh, había 400 niñas jugando en clubes organizados. 
El progreso del fútbol femenino en el país fue descrito por la FIFA en 2009 como histórico. En 2009, se celebró el Seminario de fútbol femenino Com-Unity Nom Pen. En el seminario de tres días, la Federación de Fútbol de Camboya manifestó su apoyo al fútbol femenino. La FIFA apoyó un evento de seguimiento en 2010. 
Chheun Nipha de Camboya participó en un Curso de Certificado de Entrenadores AFC 'C' 2012 organizado como parte del Torneo de Fútbol Femenino AFC U-13 2012. En 2012, el equipo femenino participó en la Copa de la Caridad, una competencia diseñada para ayudar con la recaudación de fondos para enviar un equipo a competir en la Homeless World Cup. En mayo de 2012, se celebró en Camboya un festival de fútbol femenino para menores de 15 años, organizado por la embajada alemana y el grupo empresarial alemán Camboya, que se celebró en la Universidad de Battambang. La competencia fue ganada por las Mighty Girls en una victoria por 2-0 sobre CFI. 
Camboya jugó su primer partido reconocido por la FIFA el 30 de junio de 2018, que fue una victoria por 12-0 sobre Timor Oriental.

## Uniformes
Los colores del kit del país son camisas azules, blancas y rojas, pantalones cortos blancos y medias rojas.

## Resultados

### 2018
| 30 de junio de 2018 | Camboya | 12-0 | Timor Oriental | Bumi Sriwijaya Stadium, Palembang, Indonesia, |  |

| 2 de julio de 2018 | Camboya | 0-4 | Malasia | Bumi Sriwijaya Stadium, Palembang, Indonesia, |  |

| 4 de julio de 2018 | Tailandia | 11-0 | Camboya | Bumi Sriwijaya Stadium, Palembang, Indonesia, |  |

## Selecciones femeninas juveniles

### Sub-13
La Selección femenina de fútbol sub-13 de Camboya compitió en el Festival de Fútbol Femenino AFC de junio de 2012 contra otros equipos nacionales de Tailandia, Myanmar, Filipinas, Guam y Vietnam. El equipo jugó su primer partido contra Filipinas. Camboya perdió contra Vietnam 0-1 en el juego por la medalla de bronce. Julie Teo, directora de fútbol femenino de la AFC, dijo sobre el evento: "La calidad de los equipos es buena y el torneo tiene muchos partidos cerrados. Camboya ha mejorado mucho desde el primer día".  Srey Yuen fue el capitán en 2012.  Muchos de los jugadores en 2012 fueron seleccionados del lado del club CFI.  El equipo es entrenado por Sam Schweingruber. 
Sopha Kol, secretaria general de FFC, dijo: "Por primera vez, niñas camboyanas muy jóvenes representaron a Camboya en un torneo regional como este ... No importa si ganan o pierden siempre que comiencen". Si no comienzan ahora, su potencial será ignorado ". AFC U-13 Girl Football Tournament 2012, cada juego tuvo dos sesiones con 25 minutos cada una y 10 minutos de descanso, mientras que el campo de fútbol tiene 80 metros de largo y 60 metros de ancho.

### Sub-14
Kauw fue miembro de la Selección femenina de fútbol sub-14 de Camboya en 2011. El entrenador asistente era Chhoeurn Nipha y el entrenador en jefe era Sam Schweingruber. El equipo tenía una variedad de jugadores, incluidos los que asistieron a una academia de fútbol, los que abandonaron la escuela que regresaron solo para jugar y las niñas de los orfanatos. El país participó en el Festival de Fútbol Femenino AFC U-14 en Vietnam, donde al igual que los otros diez países participantes, presentaron dos equipos. Esta fue la primera vez que el país participó en el evento.  En la competencia, Camboya perdió ante Filipinas 3-0. Algunos de los jugadores que participaron nunca habían salido del país antes. 

### Sub-16
La Selección femenina de fútbol sub-16 de Camboya ha sido entrenado por Sam Schweingruber desde su creación en 2009. El equipo jugó en su primer internacional reconocido y patrocinado por la FIFA en la primavera de 2009 cuando jugaron Laos el 22 de mayo  El equipo viajó 1,200 kilómetros (750 millas) al juego en autobús. Nith Pean anotó un gol cuando su equipo perdió 2-0 para llevar el marcador a 2-1. Su objetivo fue el primer gol marcado por una mujer camboyana en un partido reconocido por la FIFA.  Ese año, el equipo también jugó un partido contra Singapur. Dos jugadoras en el equipo sub-16 de 2009 fueron Nin y Vesna, un par de hermanas de la Academia SALT. Las hermanas habían sido explotadas sexualmente en Tailandia, pero mientras estaban en la Academia, desarrollaron sus habilidades. Nin finalmente se convirtió en el capitán del equipo.

## Estadísticas

### Copa Mundial Femenina de Fútbol
| Edición | Resultado               | Posición                | PJ                      | PG                      | PE                      | PP                      | GF                      | GC                      |
| ------- | ----------------------- | ----------------------- | ----------------------- | ----------------------- | ----------------------- | ----------------------- | ----------------------- | ----------------------- |
| 1991    | No existía la selección | No existía la selección | No existía la selección | No existía la selección | No existía la selección | No existía la selección | No existía la selección | No existía la selección |
| 1995    | No existía la selección | No existía la selección | No existía la selección | No existía la selección | No existía la selección | No existía la selección | No existía la selección | No existía la selección |
| 1999    | No existía la selección | No existía la selección | No existía la selección | No existía la selección | No existía la selección | No existía la selección | No existía la selección | No existía la selección |
| 2003    | No existía la selección | No existía la selección | No existía la selección | No existía la selección | No existía la selección | No existía la selección | No existía la selección | No existía la selección |
| 2007    | No existía la selección | No existía la selección | No existía la selección | No existía la selección | No existía la selección | No existía la selección | No existía la selección | No existía la selección |
| 2011    | No existía la selección | No existía la selección | No existía la selección | No existía la selección | No existía la selección | No existía la selección | No existía la selección | No existía la selección |
| 2015    | No existía la selección | No existía la selección | No existía la selección | No existía la selección | No existía la selección | No existía la selección | No existía la selección | No existía la selección |
| 2019    | No participó            | No participó            | No participó            | No participó            | No participó            | No participó            | No participó            | No participó            |
| 2023    | No participó            | No participó            | No participó            | No participó            | No participó            | No participó            | No participó            | No participó            |
| 2027    | Por disputarse          | Por disputarse          | Por disputarse          | Por disputarse          | Por disputarse          | Por disputarse          | Por disputarse          | Por disputarse          |
| Total   | 0/9                     | -                       | -                       | -                       | -                       | -                       | -                       | -                       |

### Copa Asiática Femenina de la AFC
| Edición | Resultado               | Posición                | PJ                      | PG                      | PE                      | PP                      | GF                      | GC                      |
| ------- | ----------------------- | ----------------------- | ----------------------- | ----------------------- | ----------------------- | ----------------------- | ----------------------- | ----------------------- |
| 1975    | No existía la selección | No existía la selección | No existía la selección | No existía la selección | No existía la selección | No existía la selección | No existía la selección | No existía la selección |
| 1977    | No existía la selección | No existía la selección | No existía la selección | No existía la selección | No existía la selección | No existía la selección | No existía la selección | No existía la selección |
| 1979    | No existía la selección | No existía la selección | No existía la selección | No existía la selección | No existía la selección | No existía la selección | No existía la selección | No existía la selección |
| 1981    | No existía la selección | No existía la selección | No existía la selección | No existía la selección | No existía la selección | No existía la selección | No existía la selección | No existía la selección |
| 1983    | No existía la selección | No existía la selección | No existía la selección | No existía la selección | No existía la selección | No existía la selección | No existía la selección | No existía la selección |
| 1986    | No existía la selección | No existía la selección | No existía la selección | No existía la selección | No existía la selección | No existía la selección | No existía la selección | No existía la selección |
| 1989    | No existía la selección | No existía la selección | No existía la selección | No existía la selección | No existía la selección | No existía la selección | No existía la selección | No existía la selección |
| 1991    | No existía la selección | No existía la selección | No existía la selección | No existía la selección | No existía la selección | No existía la selección | No existía la selección | No existía la selección |
| 1993    | No existía la selección | No existía la selección | No existía la selección | No existía la selección | No existía la selección | No existía la selección | No existía la selección | No existía la selección |
| 1995    | No existía la selección | No existía la selección | No existía la selección | No existía la selección | No existía la selección | No existía la selección | No existía la selección | No existía la selección |
| 1997    | No existía la selección | No existía la selección | No existía la selección | No existía la selección | No existía la selección | No existía la selección | No existía la selección | No existía la selección |
| 1999    | No existía la selección | No existía la selección | No existía la selección | No existía la selección | No existía la selección | No existía la selección | No existía la selección | No existía la selección |
| 2001    | No existía la selección | No existía la selección | No existía la selección | No existía la selección | No existía la selección | No existía la selección | No existía la selección | No existía la selección |
| 2003    | No existía la selección | No existía la selección | No existía la selección | No existía la selección | No existía la selección | No existía la selección | No existía la selección | No existía la selección |
| 2006    | No existía la selección | No existía la selección | No existía la selección | No existía la selección | No existía la selección | No existía la selección | No existía la selección | No existía la selección |
| 2008    | No existía la selección | No existía la selección | No existía la selección | No existía la selección | No existía la selección | No existía la selección | No existía la selección | No existía la selección |
| 2010    | No existía la selección | No existía la selección | No existía la selección | No existía la selección | No existía la selección | No existía la selección | No existía la selección | No existía la selección |
| 2014    | No existía la selección | No existía la selección | No existía la selección | No existía la selección | No existía la selección | No existía la selección | No existía la selección | No existía la selección |
| 2018    | No participó            | No participó            | No participó            | No participó            | No participó            | No participó            | No participó            | No participó            |
| 2022    | No participó            | No participó            | No participó            | No participó            | No participó            | No participó            | No participó            | No participó            |
| Total   | 0/20                    | -                       | -                       | -                       | -                       | -                       | -                       | -                       |

### Campeonato Femenino de la AFF
| Edición | Resultado               | Posición                | PJ                      | PG                      | PE                      | PP                      | GF                      | GC                      |
| ------- | ----------------------- | ----------------------- | ----------------------- | ----------------------- | ----------------------- | ----------------------- | ----------------------- | ----------------------- |
| 2004    | No existía la selección | No existía la selección | No existía la selección | No existía la selección | No existía la selección | No existía la selección | No existía la selección | No existía la selección |
| 2006    | No existía la selección | No existía la selección | No existía la selección | No existía la selección | No existía la selección | No existía la selección | No existía la selección | No existía la selección |
| 2007    | No existía la selección | No existía la selección | No existía la selección | No existía la selección | No existía la selección | No existía la selección | No existía la selección | No existía la selección |
| 2008    | No existía la selección | No existía la selección | No existía la selección | No existía la selección | No existía la selección | No existía la selección | No existía la selección | No existía la selección |
| 2011    | No existía la selección | No existía la selección | No existía la selección | No existía la selección | No existía la selección | No existía la selección | No existía la selección | No existía la selección |
| 2012    | No existía la selección | No existía la selección | No existía la selección | No existía la selección | No existía la selección | No existía la selección | No existía la selección | No existía la selección |
| 2013    | No existía la selección | No existía la selección | No existía la selección | No existía la selección | No existía la selección | No existía la selección | No existía la selección | No existía la selección |
| 2015    | No existía la selección | No existía la selección | No existía la selección | No existía la selección | No existía la selección | No existía la selección | No existía la selección | No existía la selección |
| 2016    | No existía la selección | No existía la selección | No existía la selección | No existía la selección | No existía la selección | No existía la selección | No existía la selección | No existía la selección |
| 2018    | Fase de grupos          | 7.º                     | 4                       | 1                       | 0                       | 3                       | 12                      | 27                      |
| 2019    | Fase de grupos          | 9.º                     | 3                       | 0                       | 0                       | 3                       | 1                       | 24                      |
| 2022    | Fase de grupos          | 6.º                     | 4                       | 1                       | 1                       | 2                       | 4                       | 8                       |
| Total   | 3/12                    | 15.º                    | 11                      | 2                       | 1                       | 8                       | 17                      | 59                      |

## Últimos y próximos encuentros
Actualizado al último partido jugado el 15 de mayo de 2023
| Fecha      | Ciudad  | Local    | Resultado | Visitante | Competición                      |
| ---------- | ------- | -------- | --------- | --------- | -------------------------------- |
| 03-05-2023 | Nom Pen | Camboya  | 2:0       | Laos      | Juegos del Sudeste Asiático 2023 |
| 06-05-2023 | Nom Pen | Singapur | 0:1       | Camboya   | Juegos del Sudeste Asiático 2023 |
| 09-05-2023 | Nom Pen | Camboya  | 0:3       | Tailandia | Juegos del Sudeste Asiático 2023 |
| 12-05-2023 | Nom Pen | Vietnam  | 4:0       | Camboya   | Juegos del Sudeste Asiático 2023 |
| 15-05-2023 | Nom Pen | Camboya  | 0:6       | Tailandia | Juegos del Sudeste Asiático 2023 |